# リクルートスタッフィング情報サービス
株式会社リクルートスタッフィング情報サービス（Recruit Staffing Information Services Co.,Ltd.）は、リクルートスタッフィングの子会社。

## 会社概要
会社名
- リクルートスタッフィング情報サービス

事業内容
- IT領域における「労働者派遣事業」「アウトソーシング事業」「有料職業紹介事業」

届出／許可番号
- 労働者派遣事業許可番号（派13-307020）
- 有料職業紹介事業許可番号（13-ユ-301799）
- 特定労働者派遣事業届出番号（特13-010085）

## 沿革
- 1972年10月 - 日本システムサービス（埼玉）株式会社　設立
- 1975年7月 - 日本システムインフォメーション株式会社に商号変更
- 1986年7月 - 「特定労働者派遣事業」開始
- 1995年9月 - 株式会社シーエーシー情報サービスに商号変更
- 2002年7月 - 株式会社コンピュータ技研の営業権取得
- 2005年4月 - 株式会社リクルートスタッフィング情報サービスに商号変更
- 2007年2月 - 本社移転・拡充（千代田区岩本町から江東区亀戸へ）
- 2009年1月 - リクルートスタッフィングとの連携による営業強化
- 2012年3月 - 大阪オフィス開設
- 2012年10月 - 仙台オフィス開設
- 2016年12月 - 労働者派遣事業許可取得
- 2017年12月 - 大阪オフィス移転・拡充（大阪市北区角田町から大阪市中央区大手前へ）
- 2019年6月 - 採用研修センター開設

## 拠点
- 本社（亀戸）
- 採用研修センター（錦糸町）
- 大阪オフィス（天満橋）

## 関連会社
- リクルート
- リクルートスタッフィング